# Theodoor van der Schuer
Theodoor van der Schuer (1634, Den Haag - 1707, Den Haag) was een Nederlands schilder uit de 17e eeuw, die vooral bekend is vanwege zijn allegorische plafondschilderingen en schoorsteenstukken.

## Levensbeschrijving
Vanaf 1651 was Theodoor van der Schuer een leerling van de Franse barokschilder Sébastien Bourdon, met wie hij in 1652 een reis naar Zweden maakte.
Van 1661-65 verbleef Van der Schuer in Italië, alwaar hij onder het pseudoniem "Vrientschap" lid was van de Bentvueghels. Na zijn terugkeer uit Italië werd hij hofschilder in Den Haag. Hij was een van de 48 ondertekenaars van de oprichtingsakte van de Confrerie Pictura in Den Haag. Hij schilderde een van de hoekschilderingen van het plafond van de Boterwaag, waar de gildeleden bij elkaar kwamen. De andere hoekstukken werden geschilderd door Daniël Mijtens (II), Augustinus Terwesten en Robbert Duval. Omstreeks 1667 kreeg hij een grote opdracht in Maastricht, waar hij de centrale hal van het stadhuis voorzag van gewelfschilderingen. Later schilderde hij twee allegorische schoorsteenstukken voor de prinsenkamer en de collegekamer van het stadhuis (1704-05).
Zijn leerlingen waren Richard van Bleeck, Jan Hendrik Brandon, Cornelis de Bruyn, François Mannes, Hendrick Nieulant, Abraham Oosthoorn en Cornelis van der Salm.

## Collecties
In het Rijksmuseum Amsterdam bevindt zich een compleet plafond afkomstig van het Binnenhof met plafondstukken van Theodoor van der Schuer uit 1666. In het Haags Gemeentemuseum bevindt zich een plafondschildering uit 1680 met als onderwerp De triomf van Hercules. Het plafond van de Trêveszaal, eveneens in Den Haag, is ook van de hand van Van der Schuer en heeft als onderwerp De Eendracht van de Zeven Provinciën. In Leiden maakte Van der Schuer diverse schilderingen voor de Curatorenkamer in het Academiegebouw. Een Oog van Justitie (eveneens afkomstig van een plafonddecoratie) bevindt zich in de collectie van het Metropolitan Museum of Art in New York.

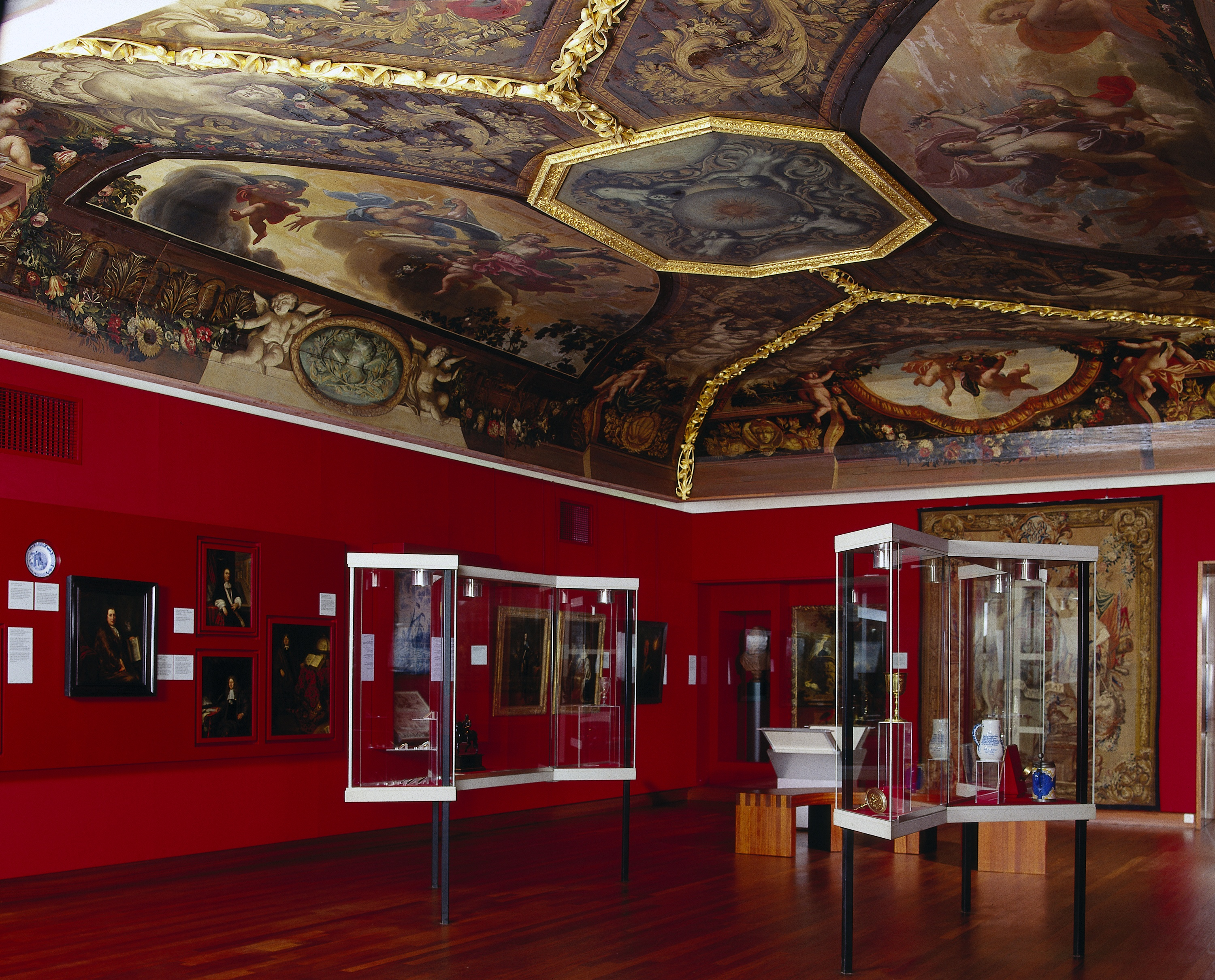
Plafondschildering (1666), Rijksmuseum Amsterdam
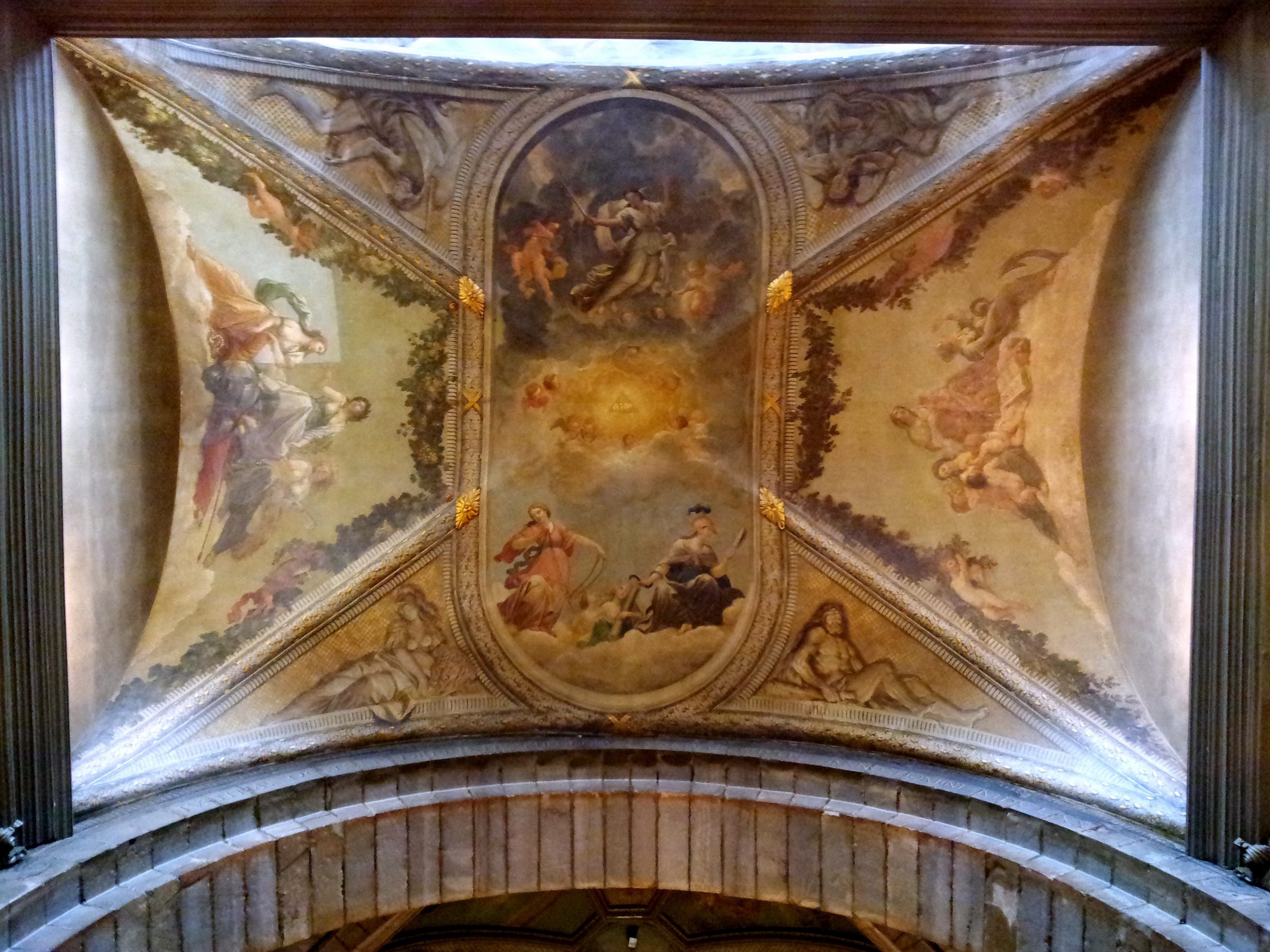
Gewelfschildering (1667-72), stadhuis van Maastricht
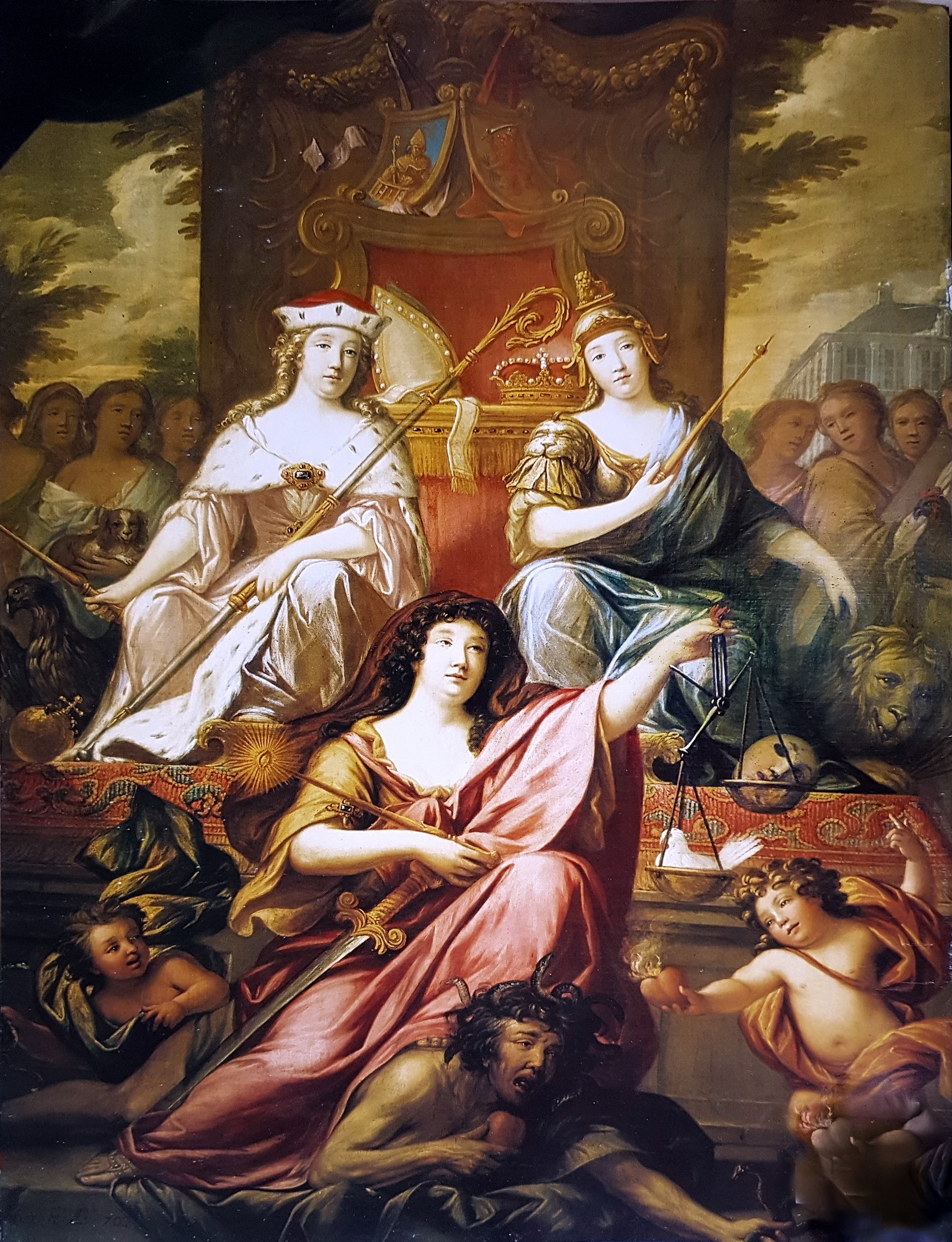
Schoorsteenstuk (1704), stadhuis van Maastricht
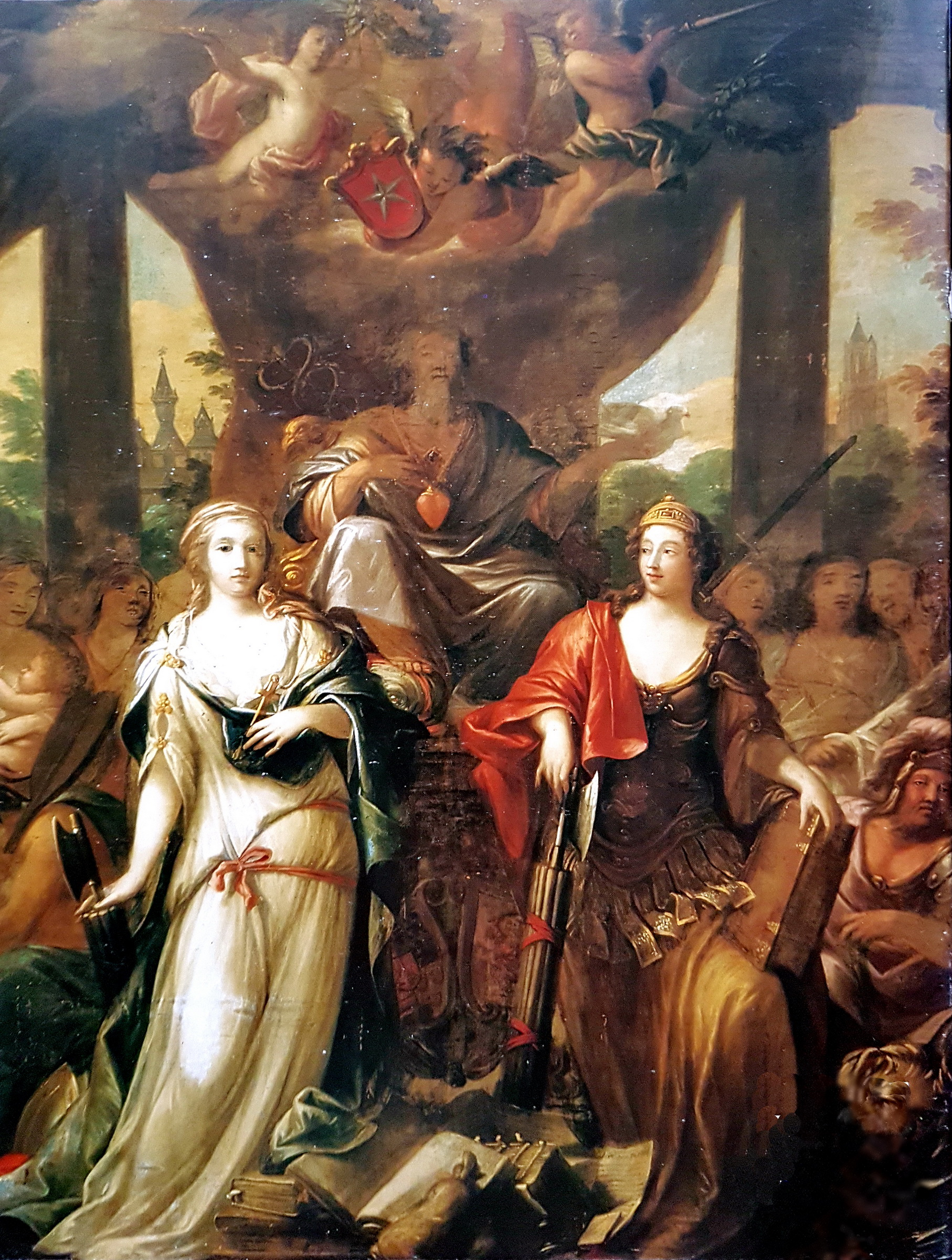
Schoorsteenstuk (1705), stadhuis van Maastricht

## Trivia
- In de Maastrichtse buurt Caberg is sinds 1959 een straat naar hem vernoemd: de Theo van der Schuerlaan.[3]